# Феррьере
Феррьере (итал. Ferriere) —  коммуна в Италии, располагается в регионе Эмилия-Романья, подчиняется административному центру Пьяченца.
Население составляет 2012 человека, плотность населения составляет 11 чел./км². Занимает площадь 179 км². Почтовый индекс — 29024. Телефонный код — 0523.
Покровителем коммуны почитается святой Иоанн Креститель, празднование 24 июня.